# Dasylirion parryanum
Dasylirion parryanum ist eine Pflanzenart der Gattung Dasylirion in der Familie der Spargelgewächse (Asparagaceae). Ein englischer Trivialname ist „Parry Sotol“.

## Beschreibung
Dasylirion parryanum  bildet einen Stamm bis 100 cm Höhe, der manchmal verzweigt ist. Die steifen, gedrehten, variablen, angerauten, warzigen, bläulich bis grünen dichten Laubblätter sind 50 bis 70 cm lang und 8 bis 13 mm breit. Die unregelmäßig angeordneten gelben Randdornen sind nach oben gerichtet. Die buschigen/faserigen weißen bis grauen Spitzen sind unregelmäßig ausgebreitet.
Der rispige, holzige, schmale Blütenstand wird 2,5 bis 3,5 m hoch. Die zahlreichen Blüten sind gelb bis cremefarben. Die Blühperiode reicht von Mai bis Juni.
Die eiförmigen bis runden Kapselfrüchte beinhalten 1 Samen und sind 6 mm lang und 5 bis 6 mm breit. Die dreikantigen bis länglichen Samen sind 3,5 mm lang und 2 bis 2,5 mm breit.

## Verbreitung und Systematik
Dasylirion parryanum ist in Mexiko, in den Bundesstaaten San Luis Potosi, Aguascalientes und Guanajuato in Höhen von 2100 bis 2300 m verbreitet. Sie wächst in Wüstengebieten an steinigen Hängen vergesellschaftet mit Yucca decipiens, Nolina humilis, Agave stricta und verschiedenen Opuntia-Arten.
Die Erstbeschreibung erfolgte 1911 durch William Trelease.
Ein Synonym ist Dasylirion acrotriche var. parryanum (Trel.) Bogler
Die seltene Dasylirion parryanum ist ein Mitglied der Sektion Dasylirion. Sie ist in Wüstengebieten in Ost- bis Zentral-Mexiko in San Luis Potosi, Aguascalientes und Guanajuato begrenzt verbreitet. Charakteristisch ist der robuste kurze kräftige Stamm der mit alten Blättern bedeckt ist. Typisch sind die variablen, steifen, angerauten, warzigen, bläulich bis grünen dichten Blätter, mit den kräftigen faserigen/buschigen Endspitzen. Sie ähnelt Dasylirion leiophyllum jedoch hat diese nach unten gerichtete Randdornen. In Kontrast Dasylirion occidentalis besitzt glatte, längere Blätter mit feinen buschigen/faserigen Endspitzen. In den Überlappungsgebieten wachsen Hybriden mit z. B. unterschiedlicher Blattstruktur.
Dasylirion parryanum ist kaum bekannt.

## Nachweise